# Mariano Arcioni
Mariano Ezequiel Arcioni (Comodoro Rivadavia, Chubut; 2 de abril de 1970) es un abogado, escribano y político argentino. Desde el 1 de noviembre de 2017 y hasta el 9 de diciembre de 2023 fue gobernador de la provincia del Chubut.

## Formación académica
Estudió en el Liceo Militar General Roca de Comodoro Rivadavia de donde se egresó con el título de bachiller especializado en economía y administración en 1989. [cita requerida]
En 1995 se graduó como abogado en la Universidad de Belgrano, Buenos Aires. En 1996 se graduó como escribano con orientación al sector público en Universidad del Salvador.

## Política
En las elecciones provinciales de 2015, fue elegido vicegobernador del Chubut, acompañando en la fórmula a Mario Das Neves, quien accedió a su tercer período como gobernador. En las elecciones legislativas de 2017 encabezó la lista de candidatos a diputados nacionales por Chubut Somos Todos, ganado con 101.103 votos (31,56 %).
El 1 de noviembre de 2017, tras el fallecimiento de Das Neves, se hace cargo de la gobernación provincial, mediante un acto protocolar ante el escribano del gobierno. Previamente, en el mes de agosto del mismo año, se había hecho cargo provisoriamente de la gobernación, tras una licencia pedida por Das Neves para trasladarse a Buenos Aires por sus problemas de salud.
Accedió a la gobernación de Chubut en las elecciones del 9 de junio de 2019, con el 39,3 % de los votos.En diciembre de 2019 congelo los sueldos políticos, redujo el uso de autos oficiales y congelo el ingreso de nuevas empleados a planta permanente junto con una política de reducción de la planta política del Estado con el objetivo de equilibrar el presupuesto.Tras tres años de gobierno logró equilibrar las cuentas públicos y lograr en el año 2023 un presupuesto con un superávit de 41.835 millones de pesos.

## Controversias
Supo manifestarse, previo a su elección, en contra de la explotación minera en la provincia de Chubut (un tema de mucho interés para la población). Sin embargo, una vez asumido su cargo, presentó proyectos para la zonificación minera en la provincia de Chubut. Debido a esta incongruencia su imagen se vio afectada negativamente, dándose durante sus mandatos diferentes manifestaciones contra la minería y su gobierno.